# Eosentomon bernardi
Eosentomon bernardi är en urinsektsart som beskrevs av Josef Nosek och Douglas Keith McEwan Kevan 1984. Eosentomon bernardi ingår i släktet Eosentomon och familjen trakétrevfotingar. Inga underarter finns listade i Catalogue of Life.